# 4188 Kitezh
4188 Kitezh (1979 HX4) là một tiểu hành tinh vành đai chính được phát hiện ngày 25 tháng 4 năm 1979 bởi N. S. Chernykh ở Nauchnyj.